# アリオ八尾
- セブン&アイ・ホールディングス
  - イトーヨーカ堂 > アリオ > アリオ八尾
  - セブン&アイ・クリエイトリンク > アリオ > アリオ八尾

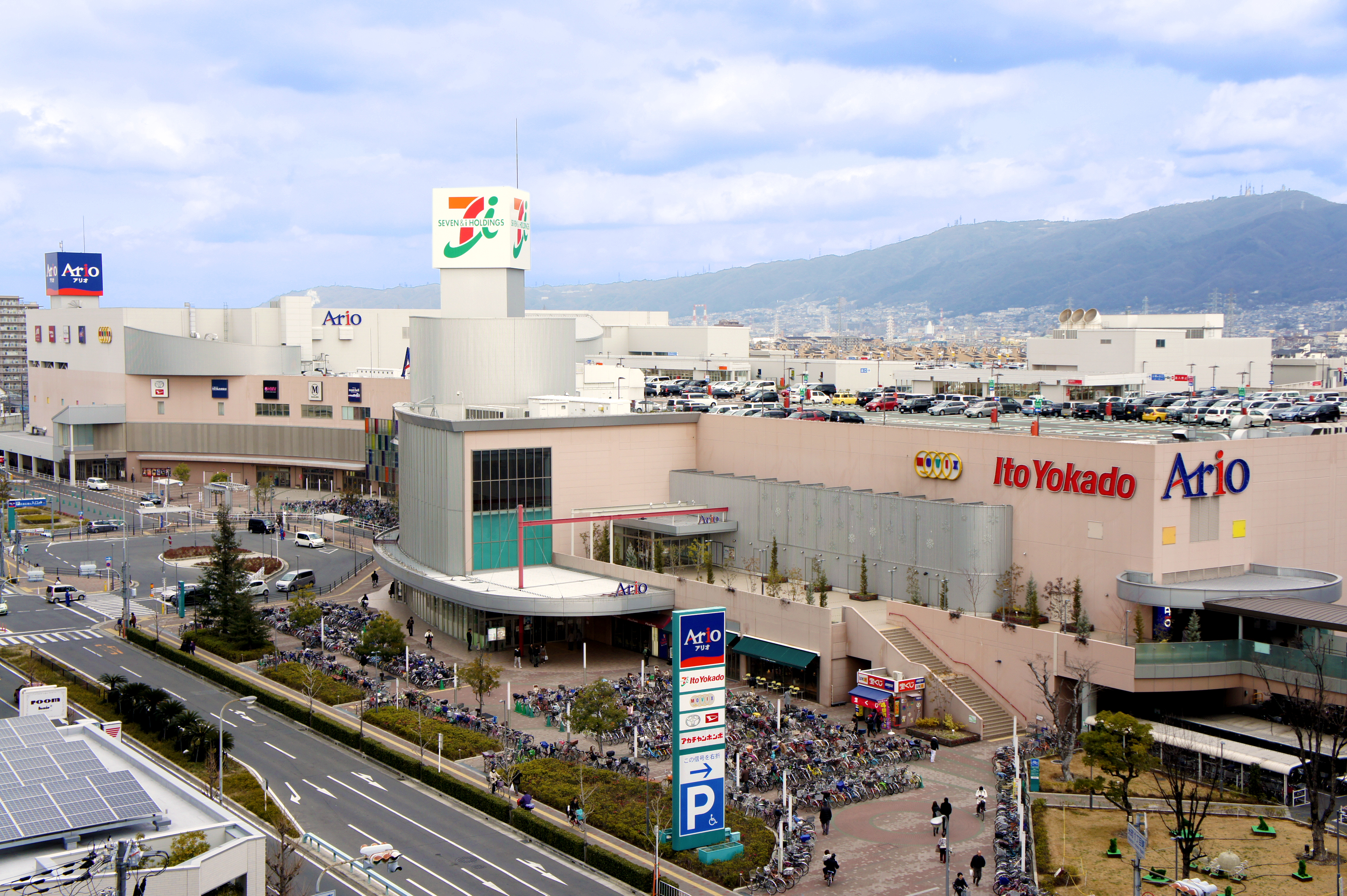
開業時の全景

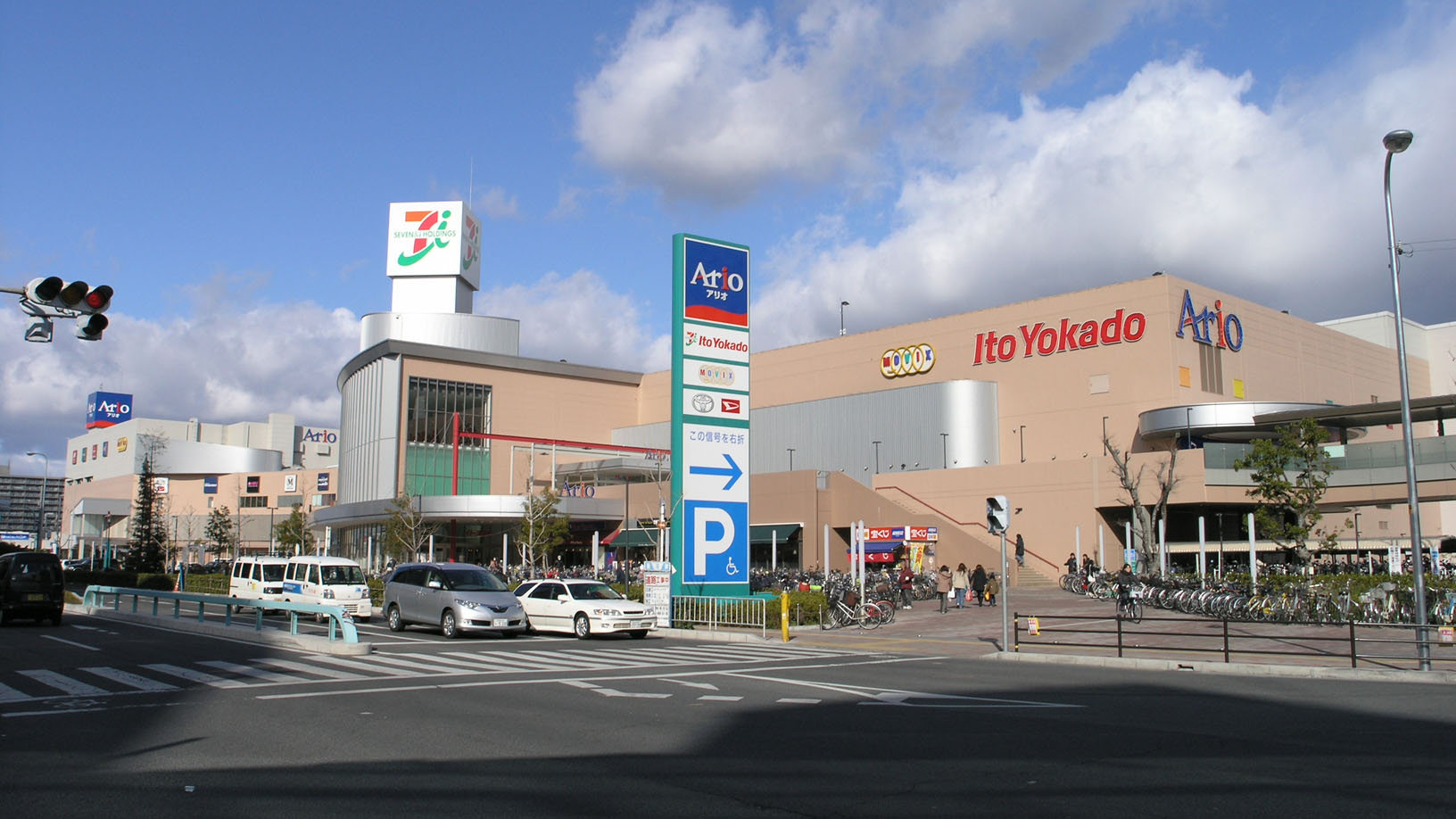
南西角より（2008年2月24日）

アリオ八尾（アリオやお）は、大阪府八尾市に立地するセブン&アイ・ホールディングス傘下のセブン&アイ・クリエイトリンクが運営する複合商業施設である。

## 概要
イトーヨーカ堂と三井物産の共同出資会社であったモール・エスシー開発（現・セブン&アイ・クリエイトリンク）が、新業態「アリオ」として運営する大型ショッピングセンターである。アリオとしては5店舗目、関西地区では初出店となり、2006年12月4日に営業を開始した。イトーヨーカドーアリオ八尾店を核店舗に、モール部分の専門店168店舗（開業時）で構成される。
コクヨ八尾工場跡地に建てられ、設計・施工は竹中工務店。開発に際しては数社でコンペが行われ、その中でセブン&アイグループの企画が採用された。2006年8月に就任した亀井淳イトーヨーカ堂社長（2014年退任）が、就任前に同物件の開発段階から自ら手掛けたという。亀井は開発に際して「単にモノの販売に終わらず、情報やサービスも兼ね備えたSCにする」ことを最も重視したといい、情報やサービス関連の専門店の導入に、よりウェートが置かれた。
SCは地上5階建て。売場は3フロアで、4階屋上フロアのみ北詰にシネマコンプレックスが出店。駐車場はSC建物4階の屋上駐車場と、店舗棟東側の立体駐車場に合計2,500台分を確保。SCの西側には南北に近畿自動車道が走り、東大阪と八尾のインターチェンジからはともに数分の場所に位置する。
近隣にはかつてマイカルが運営していた八尾サティがあったが、アリオ開業から2ヶ月後の2007年2月28日に撤退した。また隣接地には同じセブン&アイHD傘下であったそごう・西武が運営する西武八尾店があり、アリオ・西武・近鉄八尾駅を相互に結ぶペデストリアンデッキを設けるなどグループ内で相乗効果を狙ったが、むしろ西武の顧客がアリオに流出する逆効果となり、2017年にテナントを残して西武は撤退、LINOASに転換した。
最寄駅は近鉄大阪線近鉄八尾駅。1Fには交通広場（ロータリー）が設けられ、路線バスやタクシー乗り場のほか、JR八尾駅、JR久宝寺駅、JR志紀駅からのバスが運行されている。

### 核店舗
イトーヨーカドーアリオ八尾店は、14,200㎡の店舗面積を擁し、食品売場は地元のニーズに合わせた品揃えや店揃えが行われている。

### 専門店
地元のテナントを積極的に導入し、サービス関連を中心に、地元組は9店舗、大阪および関西系のテナントを合わせると61店舗で、全体の3分の1を超えていた。
シネコン「MOVIX八尾」（12スクリーン・2,436席）は、座席数で関西最大規模を誇る。
1階フロアではモールの北詰に、トヨタ自動車とダイハツ工業のディーラー5社を集めた「オートモール」（サービス工場併設の自動車ショールーム）を導入。ただしオートモールに関してはダイハツが2018年10月9日、大阪トヨタを除くトヨタ系ディーラー3社も2019年1月14日に撤退。残った大阪トヨタがショールームスペースを2倍にし、多目的スペースも配したアリオ八尾店として、2019年6月20日リニューアルしている。
2019年7月1日には、ビックカメラが2階にネット融合の新店であるアリオ八尾店、3階におもちゃ専門のビックトイズ アリオ八尾店を同時開店。
2025年2月17日には、三井住友銀行が国内店舗戦略転換の一環で、個人向けストア店、アリオ八尾店を3階に開設した。

## 主なテナント
出店テナント全店の一覧・詳細情報については公式サイト「ショップガイド」を参照。
- イトーヨーカドー
- MOVIX八尾
- 大阪トヨタ
- ビックカメラ
- アカチャンホンポ
- GU
- mont-bell
- ABC-MART
- タワーレコード
- 丸善
- ヴィレッジヴァンガード
- タイトーステーション
- ピカキッズ
- カルディコーヒーファーム
- ダイソー

## アクセス

### 道路
- 大阪府道174号八尾道明寺線（青山通り） 桜ヶ丘4丁目交差点から西へすぐ

### 鉄道
- 近鉄八尾駅から徒歩約5分

### バス
1Fに「アリオ八尾バスターミナル」が設けられており、近鉄バスの運行拠点の一つとなっている他、大阪バスの路線も乗り入れている。

#### 近鉄バス
- 07番（JR八尾駅前・八尾市立病院経由 久宝寺駅行き）

- 43番（若江岩田・荒本駅経由 JR住道行き）

- 44番（若江岩田・荒本駅前・JR住道経由 萱島行き）

- 94番（高砂住宅行き）

昼間以外の時間帯はアリオ八尾には乗入れず、近くにある光町二丁目から利用することが可能。
運行経路上、アリオ八尾に乗入れない70番（藤井寺駅行き）は近鉄八尾駅前から利用することが可能。

#### 大阪バス
- 八尾志紀線（八尾プリズムホール・曙川コミセン前・アクロスプラザ北口経由 JR志紀駅行き）

運行経路上、アリオ八尾に乗入れない布施八尾線（布施駅南口行き）は近鉄八尾駅から利用することが可能。

## 周辺施設
- 大阪経済法科大学八尾駅前キャンパス（旧・八尾サティ跡地の一部。正確には、八尾サティのお客さま向け駐車場があった部分に、2012年2月20日開校）